# Whispers in the Dark
Pistes de Indio
Living in a Fishbowl Pray for Rain
Whispers in the Dark est le single du groupe australien Indecent Obsession sorti en septembre 1993 en France. C'est le premier single de l'album Indio, sa face B est la chanson Cry for Freedom.

## Support
- 45 Tours single

A. "Whispers in the Dark" - 4:03
B. "Cry for Freedom" - 5:12
- Maxi 45 Tours Vinyl single

A. "Whispers in the Dark" - 3:56
B1. "One Woman Man" - 4:23
B2. "Cry for Freedom" - 5:10

## Positions dans lescharts
- France[1] : classé du 18 septembre 1993 au 14 janvier 1994, soit pendant 17 semaines dans le Top 50. Meilleur classement hebdomadaire : 7 (x 2).

| Semaine    | 1   | 2   | 3  | 4  | 5  | 6  | 7   | 8   | 9   | 10  | 11  | 12  | 13  | 14  | 15  | 16  | 17  |
| ---------- | --- | --- | -- | -- | -- | -- | --- | --- | --- | --- | --- | --- | --- | --- | --- | --- | --- |
| Classement | 25e | 15e | 7e | 7e | 9e | 9e | 12e | 11e | 10e | 11e | 14e | 11e | 17e | 29e | 29e | 36e | 42e |